# William Stanley Jevons
William Stanley Jevons (1. září 1835 – 13. srpna 1882) byl britský ekonom a logik, profesor manchesterské univerzity, představitel matematické školy v Anglii. Spoluobjevil teorii mezní užitečnosti nezávisle na Carlu Mengerovi.
Byl pozitivním ekonomem, ekonomii chápal jako matematiku slastí a strastí. Člověk se podle něj snaží maximalizovat užitek a minimalizovat náklady. Předpokladem je lidská racionalita. Jeho práce obsahovala teorii hodnoty, směny, mzdy a kapitálu.

## Dílo
- The Coal Question (1865)

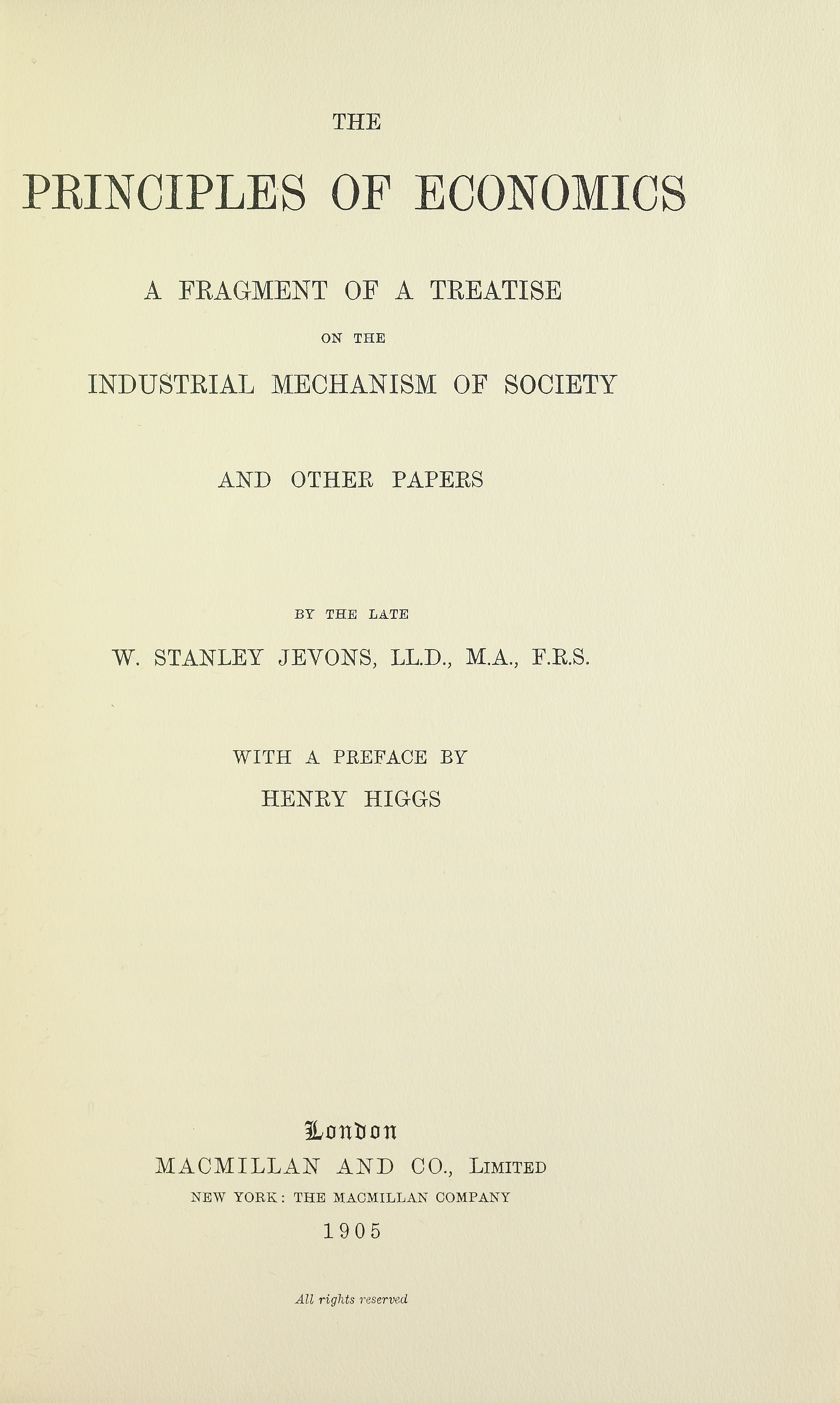
Principles of economics, 1905

- Substitution of similars the true principle of reasoning (1869)
- Theory of Political Economy (Teorie politické ekonomie, 1871)
- The principles of science: a treatise on logic and scientific method (1874)
- Elementary lessons in logic (1879)
- Money and the mechanism of exchange (1875)
- Studies in deductive logic (1880)
- The state in relation to labour (1882)
- On the Mechanical Performance of Logical Inference (Philosophical Transactions of the Royal Society, Vol. 160, 1870, pp. 497–518)

posmrtně vydáno:
- Methods of social reform, and other papers (1883)
- Investigations in currency and finance (1884)
- Journals and letters (1886)